# Rembrandtplein

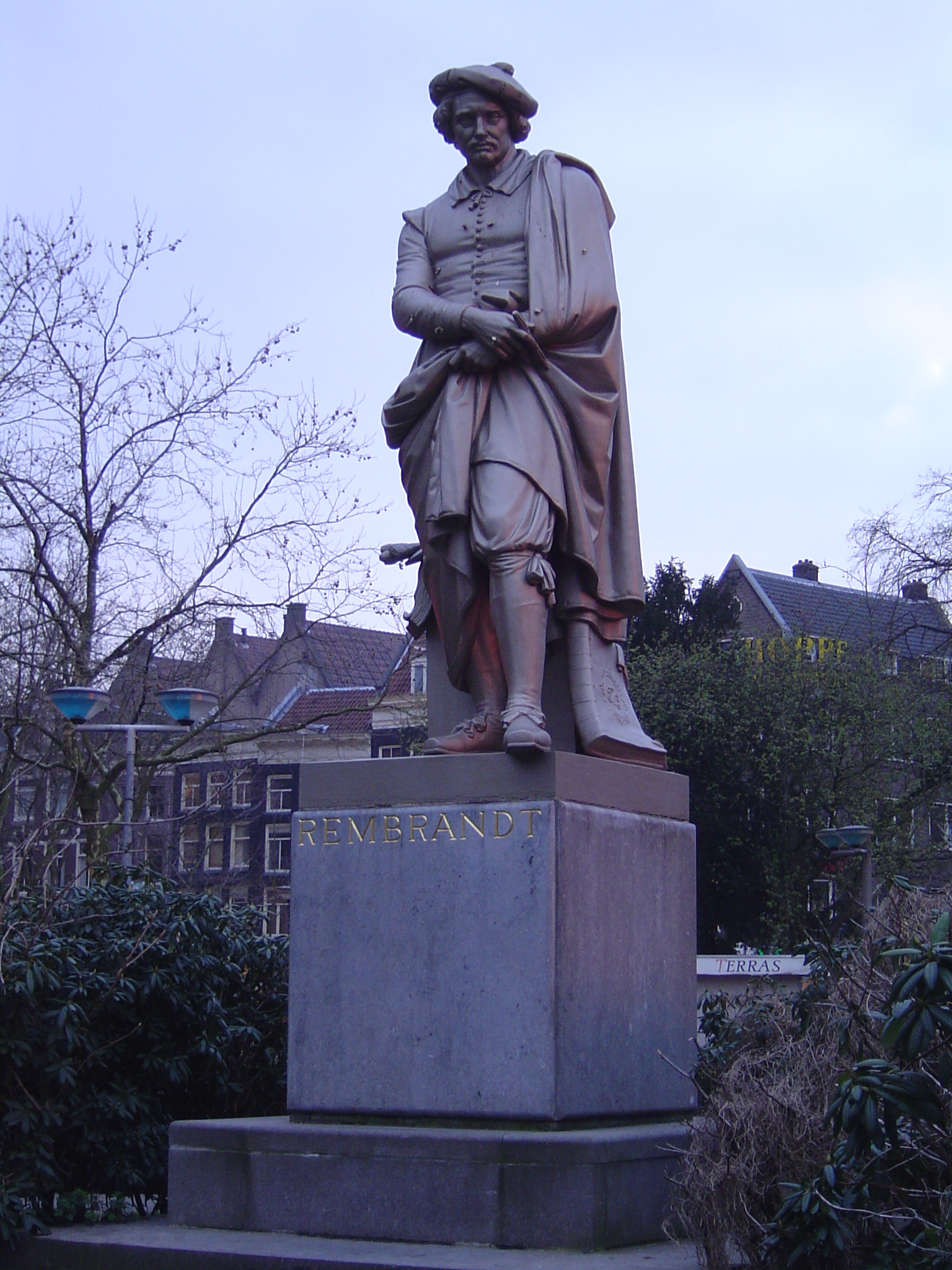
Rembrandt-Denkmal von Louis Royer

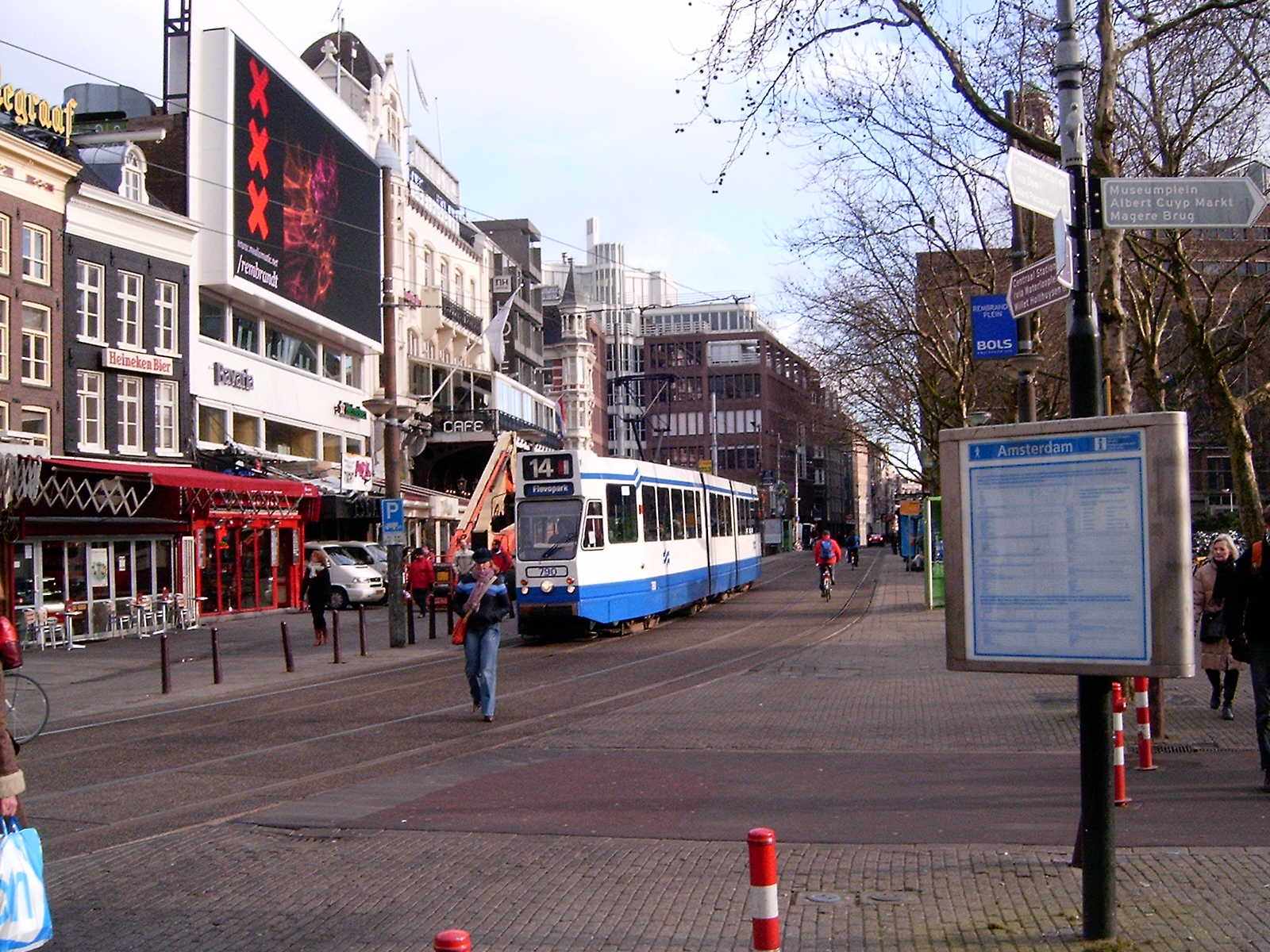
Rembrandtplein von der Ecke der Reguliersbreestraat betrachtet

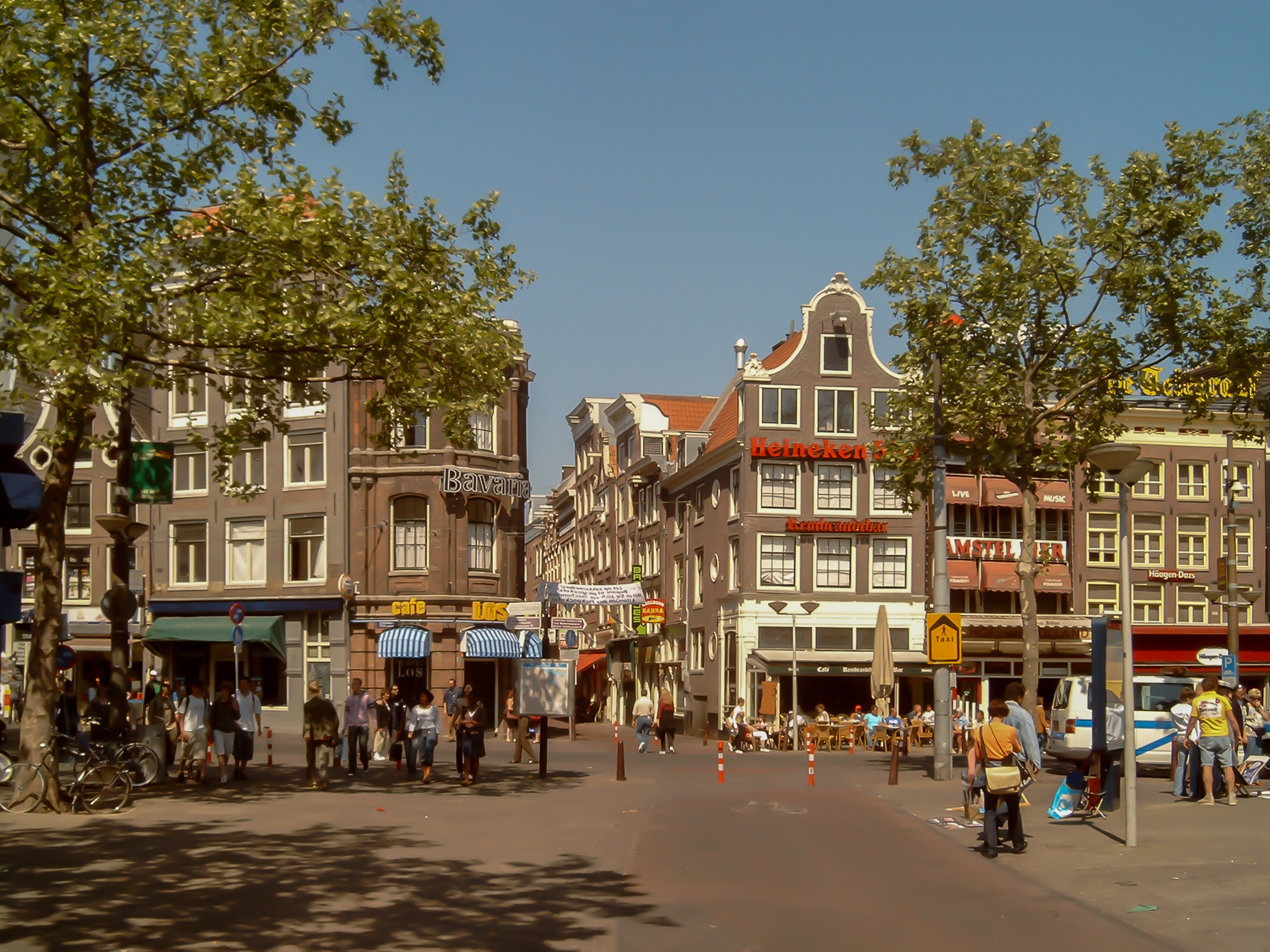
Rembrandtplein, Ecke Reguliersbreestraat - Halvemaansteeg

Rembrandtplein ist ein großer Platz in Amsterdam, der 1876 nach dem Maler Rembrandt van Rijn benannt wurde.

## Geschichte
Der Platz war einst der Buttermarkt in Amsterdam. Hier stand bis 1874 ein Waaghaus, die Boterwaag. Das letzte verbliebene historische Waaghaus in Amsterdam ist die Waag am Nieuwmarkt.
1852 wurde hier im Beisein von König Wilhelm III. eine Statue von Rembrandt enthüllt und 1876 dann der Name des Platzes von Botermarkt in Rembrandtplein geändert. Nach dem Zweiten Weltkrieg entwickelte sich der Platz zum Zentrum des Nachtlebens mit der Eröffnung von verschiedenen Hotels und Cafés.
Seit Rembrandts 400. Jahrestag 2006 bis 2009 befinden sich in der Mitte des Platzes vor dem Rembrandt-Denkmal mehrere kleinere Statuen, die das berühmte Gemälde Rembrandts „Die Nachtwache“ repräsentieren.

## Bedeutung
In den Häuserblöcken um den Platz befinden sich Bars, Restaurants und einige große Discotheken. Der Platz ist bei Touristen und Niederländern sehr beliebt. Die Popularität des Rembrandtpleins steigt mit den Caféterrassen im Sommer an. Das größte Gebäude am Platz ist der Hauptsitz der ehemaligen Amsterdamsche Bank (später ABN AMRO geworden).

## Geografie
Der Rembrandtplein ist über die Straße Reguliersbreestraat mit dem Muntplein verbunden. Über die Blauwbrug führt vom Platz die Amstelstraat über die Amstel. Der Platz Thorbeckeplein (benannt nach Johan Rudolf Thorbecke) liegt südlich, wo es zur Herengracht weitergeht.

## Besonderheiten
Am Rembrandtplein befindet sich ein riesiger LC-Bildschirm mit einer Größe von 7,04 mal 15,86 Metern. Mit dem Bildschirm, zum Zeitpunkt seiner Anbringung der größte seiner Art in Europa, können Fußgänger über ein Bluetoothfähiges Mobiltelefon interagieren. Der Betreiber des Werbemonitors geriet 2018 in die Kritik, als bekannt wurde, dass Passanten des Platzes hochaufgelöst und somit wiedererkennbar gefilmt werden konnten. Der Platz grenzt an die Reguliersdwarsstraat, wo die homosexuelle Community von Amsterdam schwerpunktmäßig vertreten ist.